# Ригель, Ханс (младший)
Ханс Ригель (нем. Hans Riegel; 10 марта 1923 — 15 октября 2013) — немецкий предприниматель, миллиардер, с 1946 года — владелец и руководитель крупной кондитерской компании Haribo.
Его капитал составлял приблизительно 1,4 миллиарда долларов (по данным экономического журнала Forbes, который поместил Ханса на одно из мест в рейтинг самых состоятельных и влиятельных персон мира).

## Биография
Ханс Ригель родился 10 марта 1923 года в Бонне. Он был старшим сыном Ханса Ригеля старшего, который изобрёл мармеладного мишку в 1922 году. Он окончил иезуитскую школу-пансион Колледж Святого Алоизия. В 1951 году он получил докторскую степень в Боннском университете по теме «Развитие мировой сахарной промышленности в течение и после Второй мировой войны»
В 1953 году он был избран президентом Германской бадминтонной ассоциации (Deutscher Badminton-Verband) после того, как стал чемпионом Германии по бадминтону в мужском парном разряде, в 1954 и 1955 годах он становился чемпионом Германии в парном смешанном разряде. Ханс Ригель организовал строительство первого внутреннего бадминтонного корта в Германии (названного Харибо-центр) в Бонне.
Ригель владел отелем Якобсбург и гольф-курортом около Боппарда в Рейнской долине Германии.